# Faller fritt som i en dröm
Faller fritt som i en dröm är en kriminalroman från 2007 av Leif G.W. Persson.
Romanen ingår i en trilogi där detta är den tredje delen efter Perssons tidigare kriminalromaner Mellan sommarens längtan och vinterns köld och En annan tid, ett annat liv. I intrigen ingår välkända poliser från Perssons tidigare böcker. Det börjar med att chefen för Rikskriminalen Lars Martin Johansson börjar titta på Palmeutredningen igen tillsammans med några medarbetare, bland annat Anna Holt och Lisa Mattei, formellt med uppdraget att arkivera och registrera dokument ur utredningen. Även kriminalkommissarie Evert Bäckström medverkar och får förkroppsliga den inkompetente polisen.
I Svenska Dagbladet skrev Magnus Persson i sin recension: "Men inom kriminalfiktionens ramar är det en suggestiv och engagerande final på en trilogi som måste karakteriseras som ett veritabelt kraftprov med få motstycken i detta land." I Värmlands Folkblad ansåg Jonas Brefält att romanen inte riktigt nådde upp till de två tidigare delarna men att intrigen var en intressant exposé över alla blindspår i Palmeutredningen.

## Cameo
I boken skriver Persson om TV-programmet Grabbarna på Fagerhult, där han själv medverkade. Kommentarerna om programmet görs genom Evert Bäckströms ögon. Programledarna beskrivs som "tre lönnfeta tevekändisar med jaktintresse" och Jan Guillou pekas ut som "den näst fetaste av Fagerhultarna".

## Karaktärer (i urval)
- Chef för Rikskriminalpolisen - Lars Martin Johansson
- Kommissarie - Anna Holt
- Kommissarie - Evert Bäckström
- Filisofie Dr./kommissarie - Lisa Mattei
- Polisintendent - Claes Waltin
- Kommissarie - Jan Lewin
- Bo Jarnebring
- Kjell Göran Hedberg

## Fotnoter
1. ↑  Magnus Persson (18 september 2007). ”Palmespaning avslutar GW Perssons kraftprov”. Svenska Dagbladet. http://www.svd.se/kulturnoje/litteratur/artikel_22088.svd.
2. ↑  Jonas Brefält (18 september 2007). ”Kan Leif GW Persson ha löst Palmemordet?”. Värmlands Folkblad:  s. 15.
3. ↑   Persson, Leif G.W.. Faller fritt som i en dröm. sid. 481. ISBN 978-91-0-011633-0